# Kawasaki 650 W1
Pour les articles homonymes, voir W1.
La 650 W1 est un modèle de motocyclette du constructeur japonais Kawasaki.
La Kawasaki 650 W1 apparaît en 1965, pour concurrencer les marques anglaises.
Au cours de sa carrière, elle recevra quelques améliorations, comme l'ajout d'un carburateur qui lui permettra de gagner 6 chevaux et 15 km/h.
Très largement inspirée de la BSA (Birmingham Small Arms) A10,reprenant même la forme quasi à l'identique des carters aluminium côtés gauche et droite, jusqu'à l'écusson de réservoir qui ressemblait très fort au modèle Golden Flash.